# Terataner velatus
Terataner velatus är en myrart som beskrevs av Bolton 1981. Terataner velatus ingår i släktet Terataner och familjen myror. Inga underarter finns listade i Catalogue of Life.

## Bildgalleri

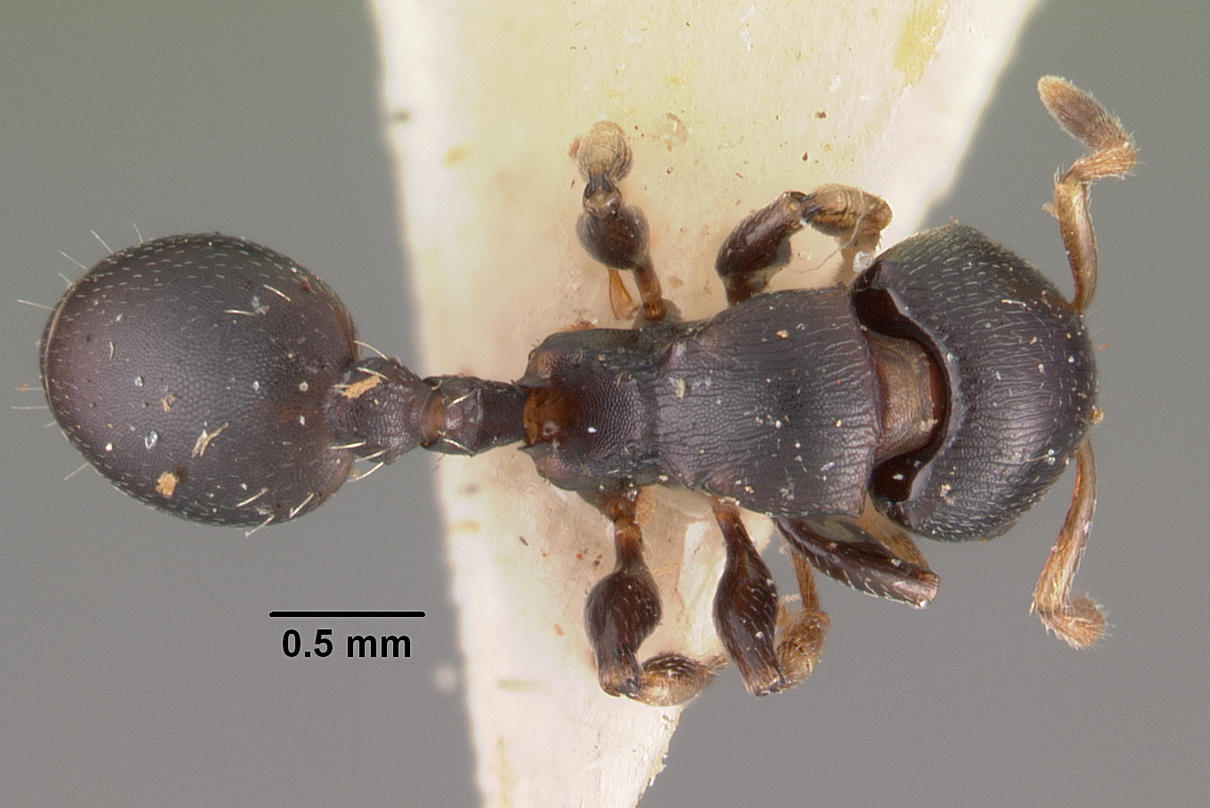
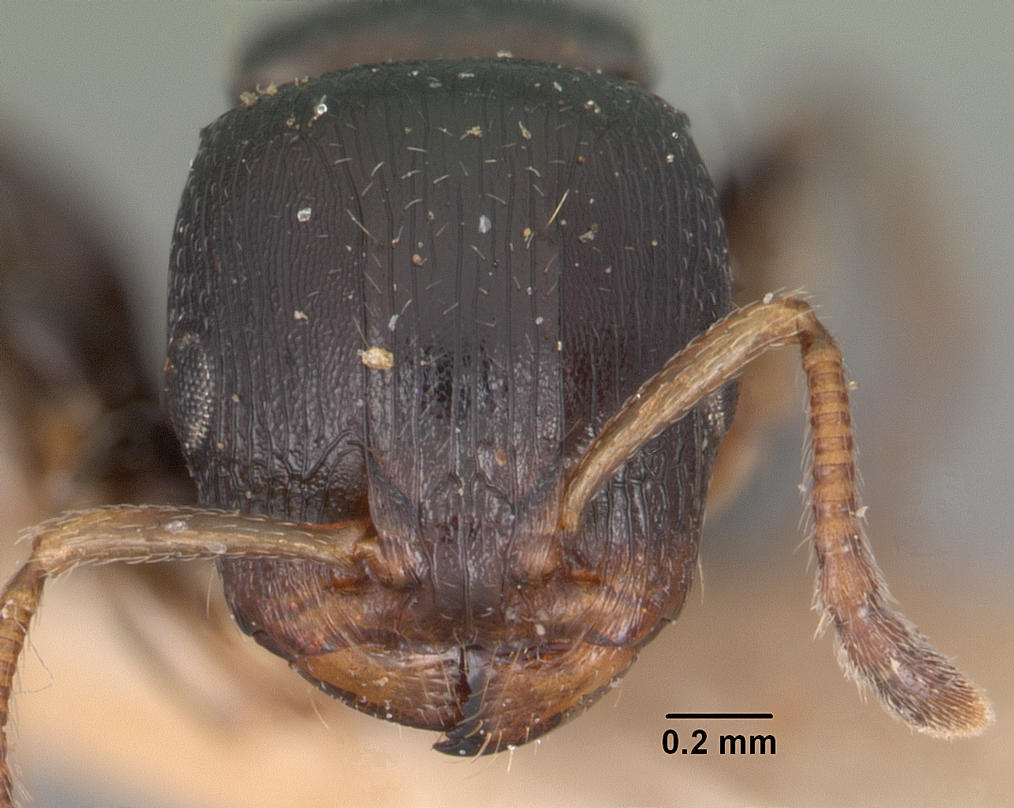
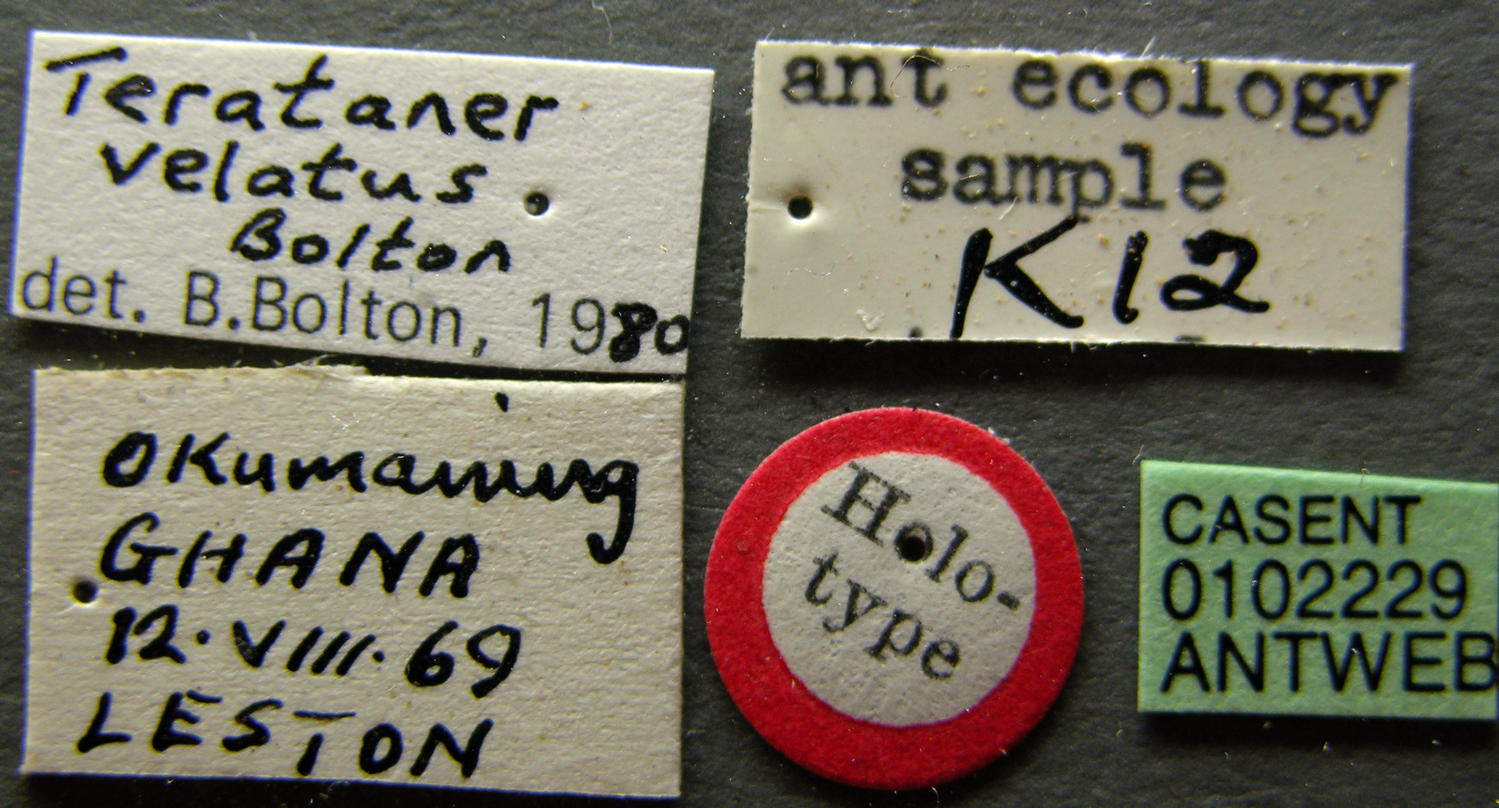
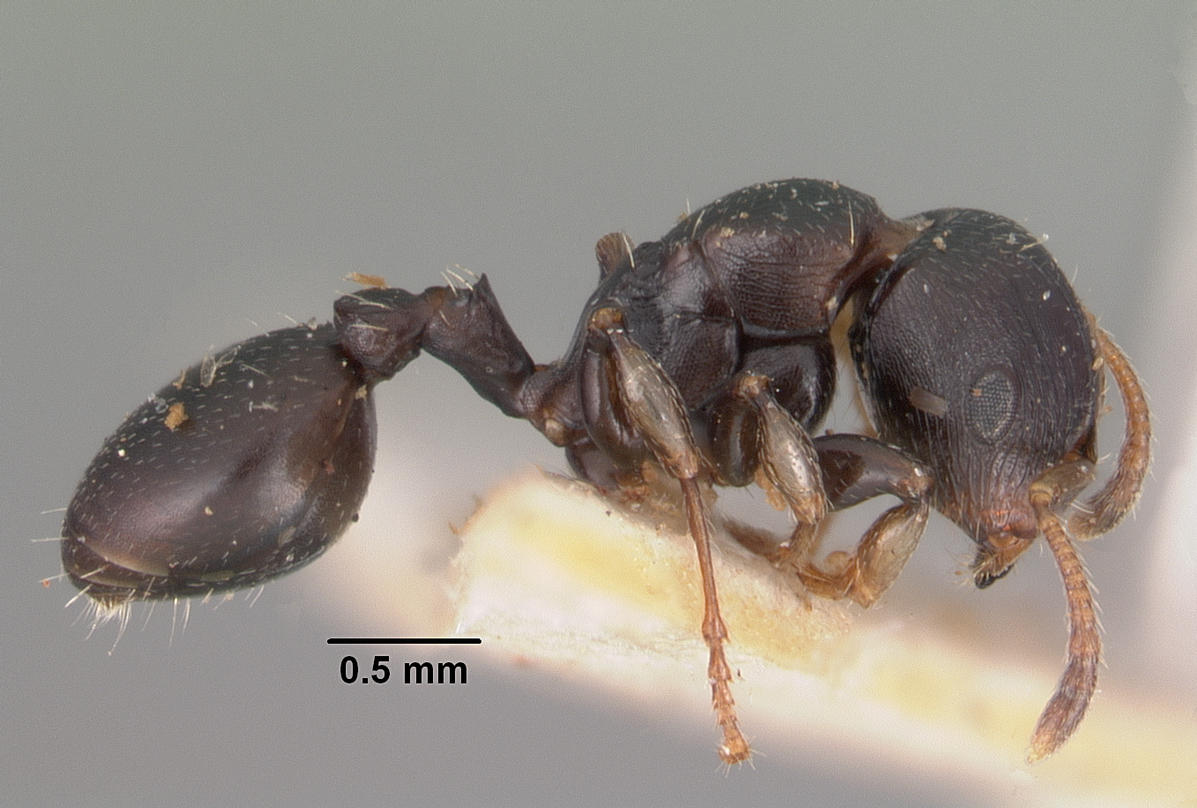
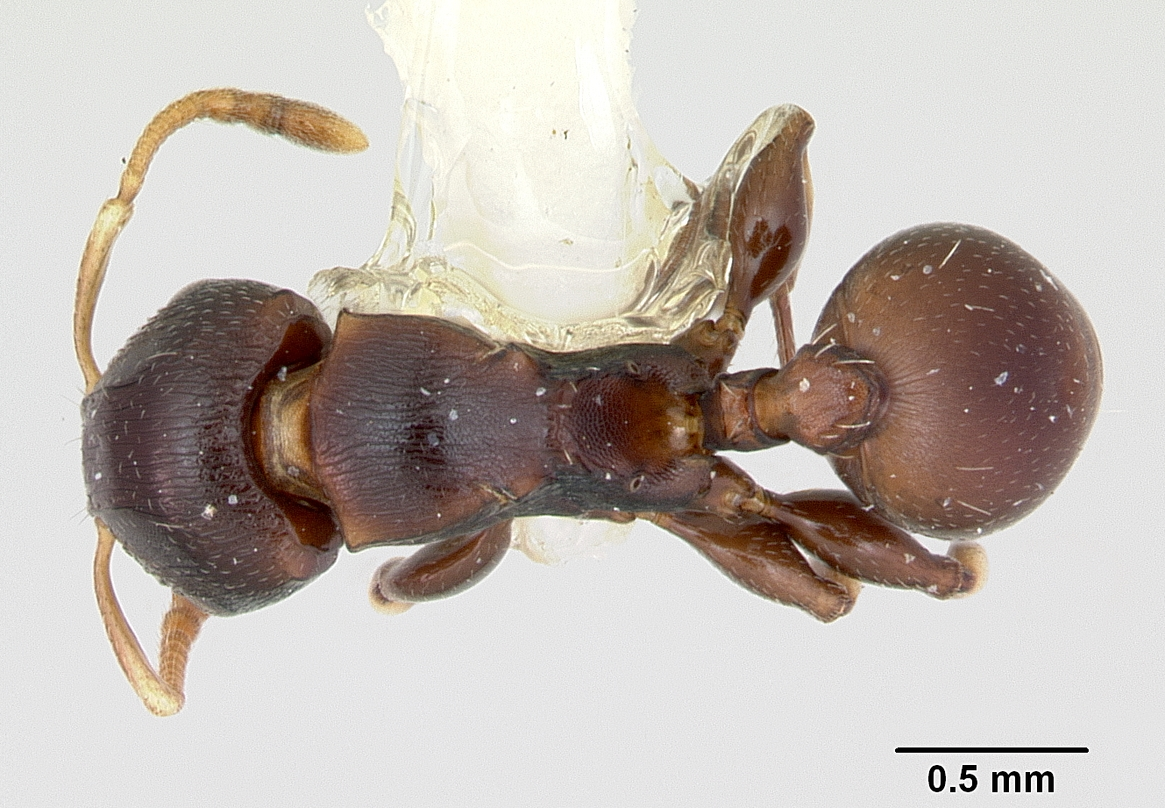
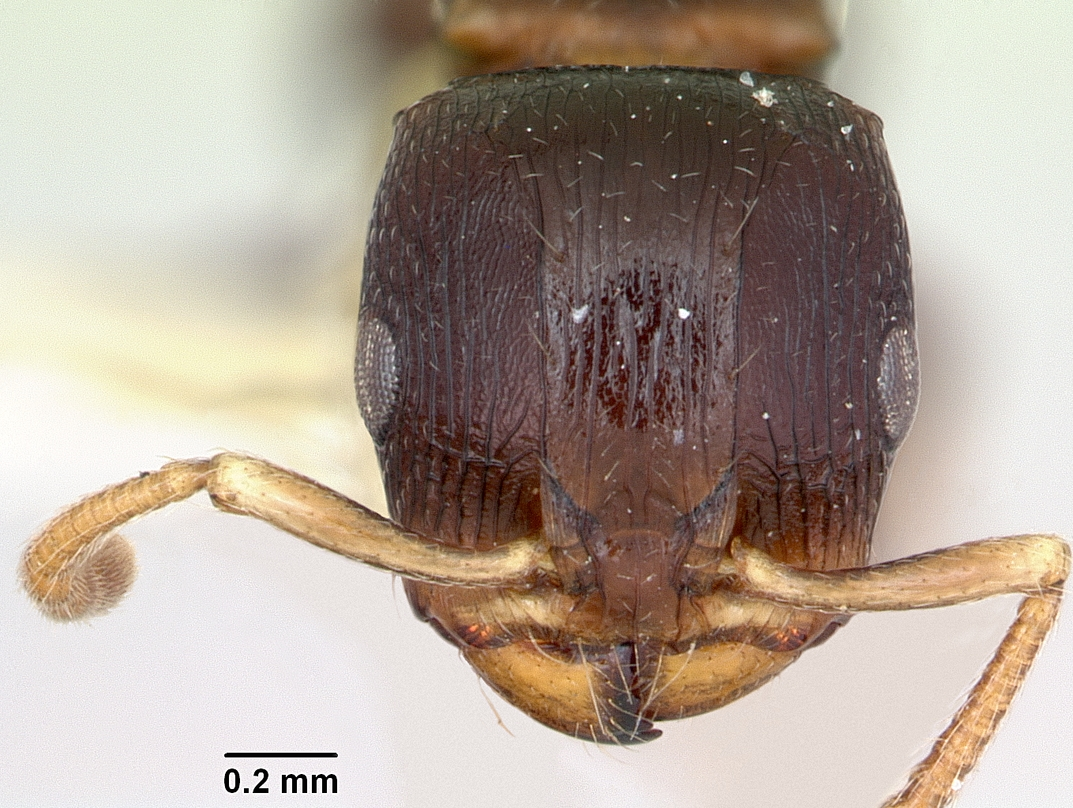